# Voodoozirkus
Voodoozirkus ist ein Musikalbum des Rapduos Genetikk. Es wurde am 24. Februar 2012 veröffentlicht.

## Vorgeschichte
Im Oktober 2010 wurde bereits das kostenlose Album Foetus veröffentlicht. Nach einer Ankündigung im Frühjahr 2011 sollte am 11. November 2011 das Album Samsara veröffentlicht werden, jedoch wurde Genetikk durch den Kontakt mit dem Rapper Favorite bei Selfmade Records unter Vertrag genommen. Infolgedessen wurde Samsara zu Voodoozirkus umbenannt und später veröffentlicht.

## Inhalt
Inhaltlich dreht sich das Album vor allem um Drogen und Schizophrenie. Jedoch gibt es im Album auch einen Track namens Sorry, wo es insbesondere um Karuzos Anonymität geht was man an Versen wie "Was wollt ihr von mir hören, meine Story, meine Geschichte? Fickt euch! Mein Leben geht euch alle ’nen Scheiß an" erkennt.

## Produktion und Samples
Alle Beats wurden vom Mitglied Sikk produziert. Der Beat des Titels Sorry basiert auf Everyday von Carly Commando, der des Tracks Inkubation auf It's Yourz vom Wu-Tang Clan.

## Covergestaltung
Das Cover zeigt Karuzo, welcher mit dem linken Bein nach vorne tritt, mit einem Baseballschläger in der rechten Hand. Im Hintergrund sieht man den Kopf des Beatproduzenten Sikk, jedoch wird das Gesicht von dem Schatten seiner Kapuze verdeckt. Auf dem Boden sieht man mehrere Gräber und zusätzlich Spielbälle, welche zu dem Clownimage passen. Im unteren Bereich steht der Schriftzug Voodoozirkus und im oberen Bereich Genetikk und das Selfmade-Records-Logo.

## Gastbeiträge
Auf Voodoozirkus ist Favorite mit dem Titel Erst der Anfang als Gastbeitrag vertreten.

## Titelliste
| Nr.          | Titel                            | Produzenten  | Länge |
| ------------ | -------------------------------- | ------------ | ----- |
| 1.           | Bananas & Cash                   | Sikk         | 2:27  |
| 2.           | Supa Dope Brothers               | Sikk         | 2:58  |
| 3.           | Wer bist du?                     | Sikk         | 3:08  |
| 4.           | Erst der Anfang (feat. Favorite) | Sikk         | 3:54  |
| 5.           | Lebenslang                       | Sikk         | 3:39  |
| 6.           | Konichiwa Bitches                | Sikk         | 2:32  |
| 7.           | König der Lügner                 | Sikk         | 3:11  |
| 8.           | G.E.N.E.T.I.K.K.                 | Sikk         | 3:43  |
| 9.           | Puls                             | Sikk         | 3:07  |
| 10.          | Tiefschlaf                       | Sikk         | 3:47  |
| 11.          | Yam Yam                          | Sikk         | 3:27  |
| 12.          | 24/7                             | Sikk         | 3:15  |
| 13.          | Sorry                            | Sikk         | 3:32  |
| 14.          | Genie & Wahnsinn                 | Sikk         | 3:07  |
| 15.          | Ich rauch’n Blunt                | Sikk         | 3:24  |
| 16.          | Inkubation                       | Sikk         | 3:32  |
| Gesamtlänge: | Gesamtlänge:                     | Gesamtlänge: | 52:32 |